# メテオ (映画)
『メテオ』 (Meteor) は、1979年のアメリカ合衆国のSF・パニック映画。

## 概要
いわゆる「ディザスター」、あるいは「SFパニック」に分類される映画作品の1つ。1950年代に公開された『地球最後の日』に始まる、一連の天体衝突パニックものの流れを汲む作品とされている。
「米ソ冷戦」や「SDI」という、製作当時の世相を反映した要素が盛り込まれていた。また、地球へ飛来する天体を核兵器で破壊するという内容は、後年の1990年代末に公開された『ディープ・インパクト』や『アルマゲドン』の先駆的存在となっている（ただし、両者の核運搬手段がスペース・シャトルであるのに対し、本作ではミサイルが使用されている）。

## ストーリー
火星軌道と木星軌道の間に存在する小惑星帯の一部であるアポロ小惑星群の「オルフェウス」に彗星が衝突し、砕けた破片のいくつかが、メテオ（隕石）となって地球に接近し始めた。最も大きなメテオは最大直径が約8キロメートルもあり、1か月後には地球に衝突すると予測された。また、その際には吹き上げられた土砂が空を覆い、氷河期が訪れるだろうとも推定された。
アメリカ合衆国政府は核ミサイル14基を搭載した衛星攻撃兵器「ハーキュリーズ」を使ったメテオ破壊を考え、その開発者である科学者ポール・ブラッドレーを招聘した。しかしブラッドレーは、こんな事態を想定して開発したハーキュリーズを対ソ用の軍事兵器として転用されたことに不満を抱いていたうえ、アドロン将軍を筆頭とする軍部は対ソ問題からハーキュリーズの使用に強硬な反対を示していた。
大統領が直々に命令を発してハーキュリーズの使用が決定されたものの、計算の結果、その威力だけではメテオの破壊は不可能と判明した。だが、ブラッドレーは「ソ連にも同様のシステム（後に「ピョートル大帝」という名前であることが判明）があるはずだ。もしそれがハーキュリーズと同等の威力があれば、協力して破壊が可能だ。」と大統領に進言した。
様々な政治的工作の結果、ソ連からデュボフ博士と助手のタチアーナがニューヨークにあるNASAの地下機密センターへ招聘された。当初、デュボフはソ連軍部の意向に従う形で協力を渋っていたが、前兆となる小型隕石が徐々に飛来した際におけるアドロン将軍の科学者を侮辱する発言に態度を変え、「ピョートル大帝」の存在の公表と使用を軍部に打診した。
発射当日、先に「ピョートル大帝」のミサイル16基が発射され、その後にハーキュリーズが発射されることになっていた。ところが、その発射時刻にニューヨークへ破片の1つが落下することが判明した。ミサイルを発射するまでは地下機密センターを離れるわけにはいかない。センターが緊迫感に包まれる中、その時は近づいていた。

## キャスト
| 役名                       | 俳優                          | 日本語吹き替え                                 | 日本語吹き替え |
| 役名                       | 俳優                          | フジテレビ版                                   | VHS版          |
| -------------------------- | ----------------------------- | ---------------------------------------------- | -------------- |
| ポール・ブラッドレー       | ショーン・コネリー            | 若山弦蔵                                       | 石田太郎       |
| タチアーナ・ドンスカヤ     | ナタリー・ウッド              | 鈴木弘子                                       | 吉田理保子     |
| アメリカ合衆国大統領       | ヘンリー・フォンダ            | 中村正                                         | 原田一夫       |
| アドロン将軍               | マーティン・ランドー          | 納谷悟朗                                       | 筈見純         |
| ハリー・シャーウッド       | カール・マルデン              | 島宇志夫                                       | 千葉耕市       |
| デュボフ博士               | ブライアン・キース            | 国坂伸                                         |                |
| マイケル・ヒューズ卿       | トレヴァー・ハワード          | 緒方敏也                                       |                |
| 国防長官                   | リチャード・ダイサート        | 上田敏也                                       |                |
| イーストン将軍             | ジョセフ・キャンパネラ        | 保科三良                                       |                |
| ロルフ・マンハイム         | ボー・ブランディン            | 国坂伸                                         |                |
| ジャン・ワトキンス         | カトリーヌ・ドゥ・エートル    | 向殿あさみ                                     |                |
| アラン・マーシャル         | ジェームス・G・リチャードソン | 石丸博也                                       |                |
| ビル・ハンター             | ロジャー・ロビンソン          | 龍田直樹                                       |                |
| サム・メイスン             | マイケル・ザスロー            | 徳丸完                                         |                |
| ピーター・ワトソン         | ジョン・マッキニー            | 山口健                                         |                |
| イーストン飛行士           | ジョン・フィンドレーター      | 保科三良                                       |                |
| フレイガー飛行士           | ポール・トゥレー              |                                                |                |
| マッケンドリック飛行士     | アレン・ウィリアムズ          |                                                |                |
| ヘレン・ブラッドレー       | ビビ・ベッシュ                |                                                |                |
| ソ連首相                   | グレゴリー・ゲイ              | 北村弘一                                       |                |
| 香港駐在気象観測員         | クライド・クサツ              |                                                |                |
| 沿岸警備隊長               | バーク・バーンズ              |                                                |                |
| バーテンダー               | ジョー・メダリス              |                                                |                |
| オープニングのナレーション | ピーター・ドゥナット          |                                                |                |
|                            |                               |                                                |                |
| プロデューサー             |                               | 瀬口洋治 関一由（フジテレビ）                  |                |
| 演出                       |                               | 春日正伸                                       |                |
| 翻訳                       |                               | 山田実                                         |                |
| 効果                       |                               | 南部光庸 大橋勝次                              |                |
| 選曲                       |                               | 河合直                                         |                |
| スタジオ                   |                               | 新坂スタジオ                                   |                |
| 配給                       |                               | ヘラルドエンタープライズ                       |                |
| 制作                       |                               | フジテレビ ザック・プロモーション              |                |
| 初回放送                   |                               | 1981年5月16日 『ゴールデン洋画劇場』 ※正味94分 |                |

## 関連作品
- 地球最後の日 (映画)
- 妖星ゴラス
- ディープ・インパクト (映画)
- アルマゲドン (映画)